# Alster

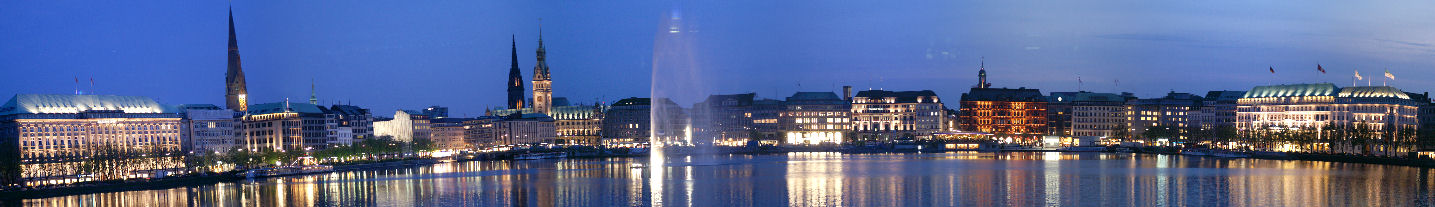
Panorámakép a Belső-Alster belvárosi partjáról. Balra a Happag-Lloyd hajózási társaság székháza, a szökőkúttól kissé balra a Szent Péter Dóm és a Tartományi parlament tornya.

Az Alster az Elba folyó 52 km hosszú jobb oldali mellékfolyója.

## Alster
Schleswig-Holstein tartományban Süllfedt mellett ered és különösen nevezetes arról, hogy Hamburg városa mellett illetve a városban is tavat alkot. A külső tó, az Aussenalster (Külső-Alster) Hamburg belvárosától 5 km távolságra van Eppendorf városrész mellett. A folyó is csak 16 m széles s 11 zsilip teszi lehetővé hajózhatóságát. Még fontosabb a város benlső részén levő Binnenalster (Belső-Alster; régebben: Alsterbassin) 1750 m kerületű négyszögű mesterséges tó, mely a széleire épített utcákkal és sétaterekkel Hamburg legszebb részét képezi. Partján a hamburgi hajózási társaságok, bankok, nagyvállalatok palotái állnak, közepén szökőkút. Régebben az Alster több csatornán át folyt az Elbába; ezek a tenger apadása idején csaknem szárazak voltak, de az áradás idején ismét megteltek. 1953-ban az Alstert az Zollkanal (Vámcsatorna) mellett zsilipekkel leválasztották az Elbáról, azóta vízszintje állandó. Az alsteren sétahajók, motorcsónakok közlekednek, a belvároson átfolyó ágai mentén Európa egyik legelegánsabb negyede áll.